# Gnamptogenys perspicax
Gnamptogenys perspicax är en myrart som beskrevs av Kempf och Brown 1970. Gnamptogenys perspicax ingår i släktet Gnamptogenys och familjen myror. Inga underarter finns listade i Catalogue of Life.